# Длинноствольное оружие

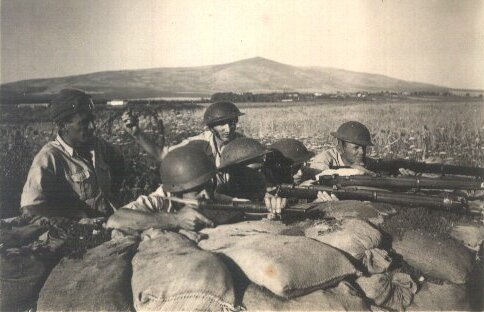

Длинноствольное оружие обладает значительным по своей длине стволом по сравнению с другими классами огнестрельного оружия (в отличие от короткоствольного оружия - пистолетов, револьверов и т.п.). В стрелковом оружии выделяют винтовки, карабины, ружья и другое оружие, конструктивно предназначенное для удержания и управления при стрельбе двумя руками с упором приклада в плечо. В артиллерии к длинноствольному обычно относят гаубицы и карронады.

## Стрелковое оружие
Минимальная длина ствола для длинноствольного стрелкового оружия регулируется законодательством отдельных стран:
- США — 16 дюймов (40 см) для нарезного оружия и 18 дюймов (45 см) для гладкоствольного оружия
- Канада — 18,5 дюймов (47 см)
- Россия — длина ствола со ствольной коробкой не менее 500 мм и общую длину оружия не менее 800 мм

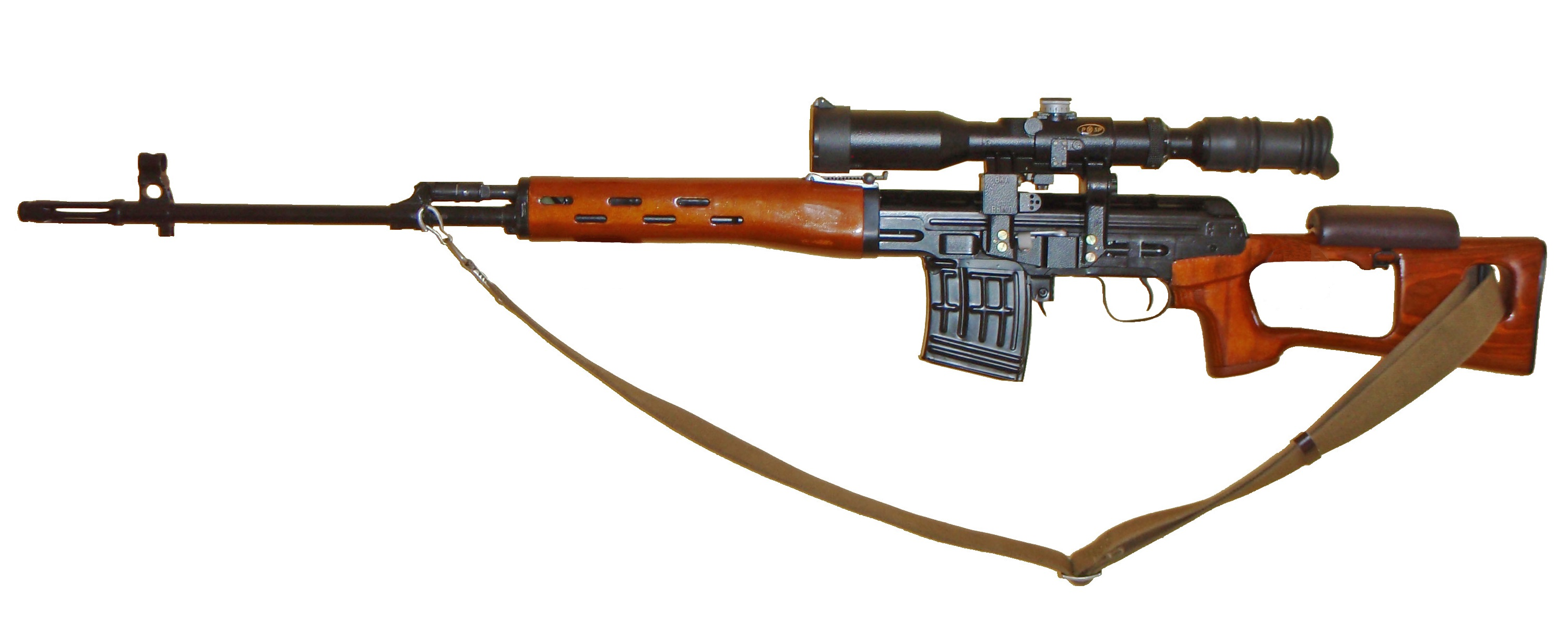
Винтовка
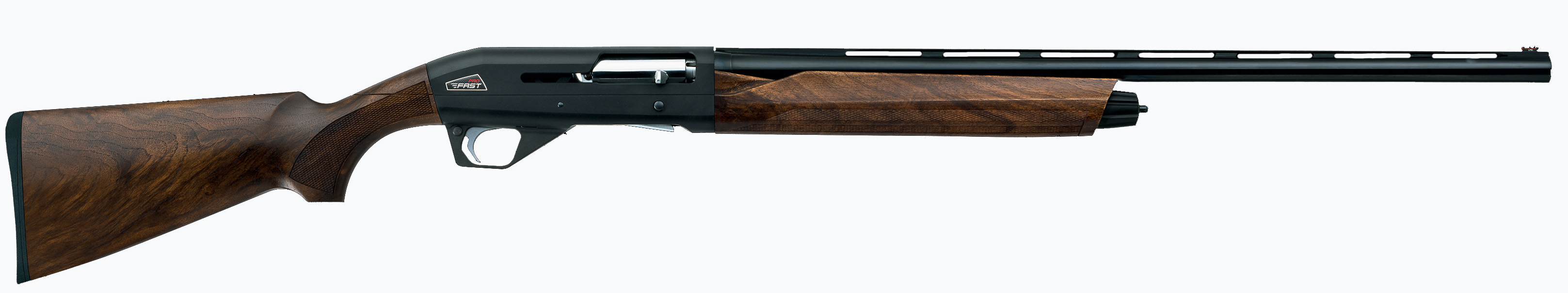
Ружьё
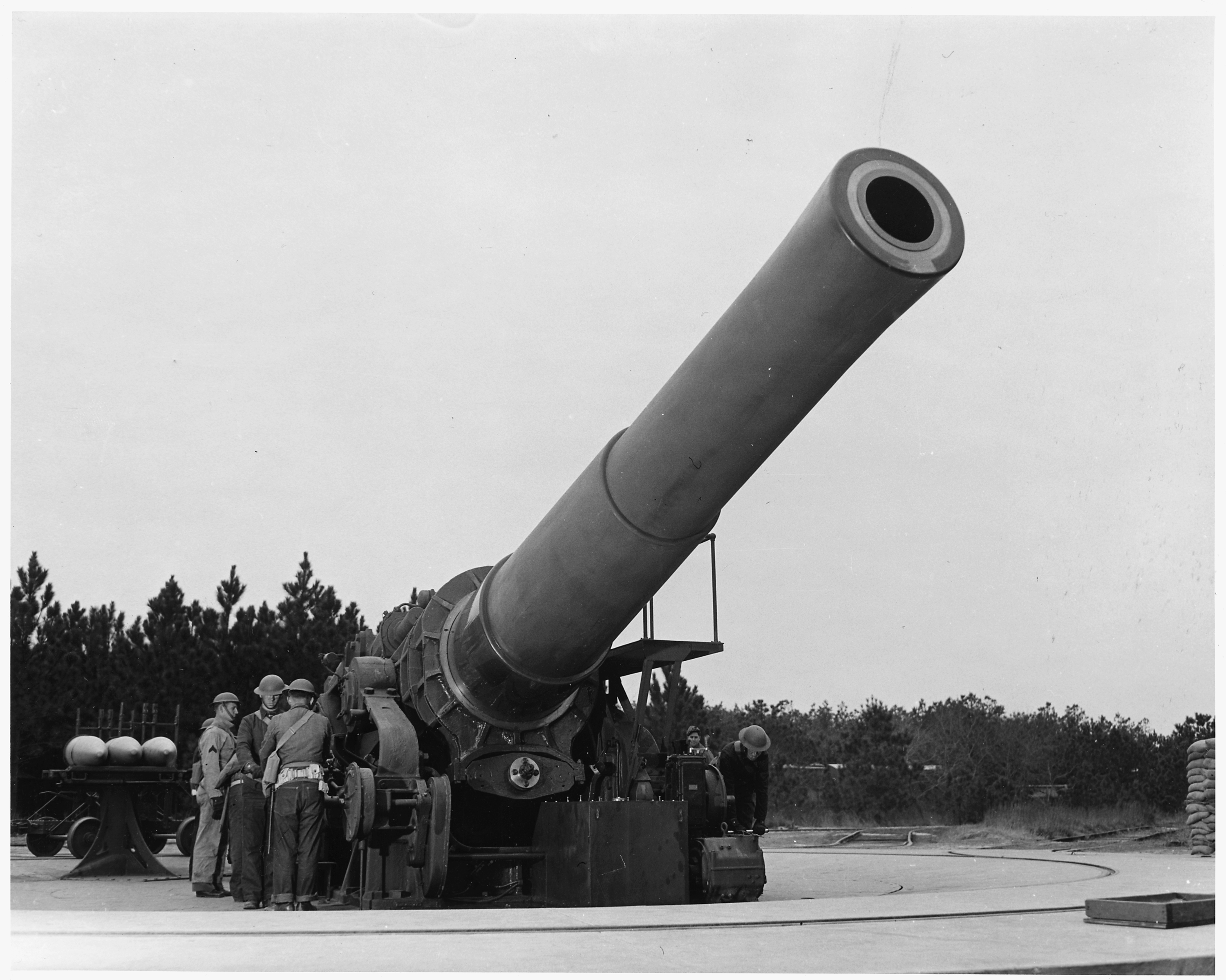
Гаубица
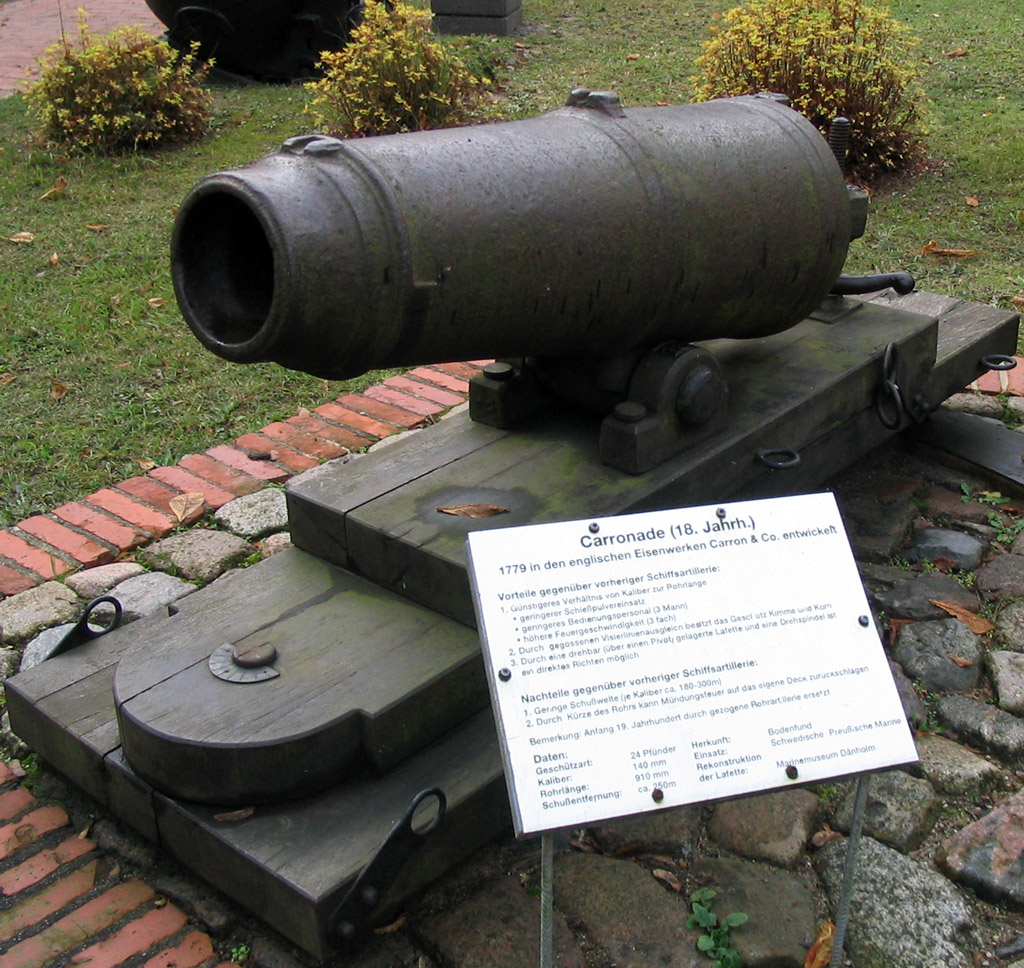
Карронада